# Мишиці (Логойський район)
Мишиці — (біл. вёска Мышыцы), село (веска) в складі Логойського району розташоване в Мінській області Білорусі, підпорядковане Янушковицькій сільській раді.
Село Мишиці розташоване в центральних районах Білорусі, у північній частині Мінської області - орієнтовне розташування [Архівовано 26 травня 2020 у Wayback Machine.].